# Sterling Morrison

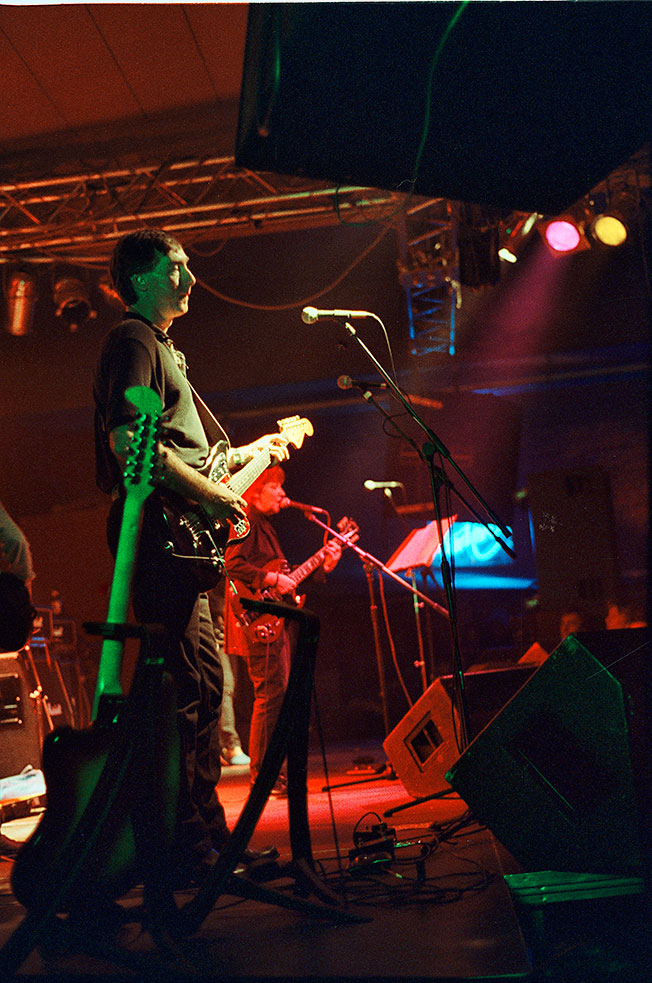
Sterling Morrison & Maureen Tucker (Augsburg, Germany, 1992)

Sterling Morrison (East Meadow, Nova York, 28 d'agost de 1942 -; 30 d'agost de 1995 a Poughkeepsie, Nova York) va ser un dels membres de la The Velvet Underground. De tots els components del grup va ser l'únic que no va desenvolupar posteriorment una carrera en solitari.
The Velvet Underground va ser un mític grup de rock que va trencar motlles en els anys 60 amb una música marcada per sons forts, rotunds. Ell era, en certa manera, el contrapunt conservador que s'"enfrontava" a l'estil més experimental de l'altre guitarrista de la banda, Lou Reed. A pesar que aquest últim és l'autor de la majoria de les lletres de les cançons del grup, Morrison va col·laborar en algunes com European son, Guess I'm fallin' in love i Chelsea girls.
Després de la separació de la banda, Reed li va proposar fundar un grup a part que finalment mai va arribar a existir.
El 1990 Sterling Morrison va tocar de nou al costat dels seus companys de The Velvet Underground. Va morir en la seva casa de Nova York, un dia després del seu 53 aniversari i després d'una llarga lluita contra una malaltia coneguda com a limfoma Hodgkin, un càncer del sistema limfàtic.